# Списак председника влада Југославије
Списак председника влада Југославије обухвата списак свих председника влада Југославије од њеног оснивања 1. децембра 1918. под именом Краљевство Срба, Хрвата и Словенаца па све до њеног потпуног престанка постојања у тој величини 1992. и касније до 2003. када је Савезна Република Југославија постала Државна заједница Србија и Црна Гора. СЦГ није имала институцију председника владе, него је њен председник био истовремено и председавајући Савета министара, 3. јуна 2006. СЦГ је формално раздвојена на Републику Србију и Републику Црну Гору.
Председник владе понекад се називао и „премијер“ односно „савезни премијер“.

## Председници Министарског саветаКраљевине Срба, Хрвата и Словенаца1918—1929
Народна радикална странка
      Демократска странка
      Словенска људска странка
      Нестраначка личност
| Ред | Портрет | Име и презиме     | Почетак мандата | Крај мандата | Датум рођења и смрти       | Странка                            | Напомена                                               |
| --- | ------- | ----------------- | --------------- | ------------ | -------------------------- | ---------------------------------- | ------------------------------------------------------ |
| -   |         | Никола Пашић      | 1.12.1918.      | 20.12.1918.  | 31. 12. 1845—10. 12. 1926. | Народна радикална странка          | XII влада Н. Пашића (претходно влада Краљевине Србије) |
| 1   |         | Стојан Протић     | 20.12.1918.     | 16.8.1919.   | 28.1.1857. - 28.10.1923.   | Народна радикална странка          | I влада С. Протића                                     |
| 2   |         | Љубомир Давидовић | 16.8.1919.      | 19.2.1920.   | 24.12.1863. - 19.2.1940.   | Демократска странка                | I и II влада Љ. Давидовића                             |
| 3   |         | Стојан Протић     | 19.2.1920.      | 17.5.1920.   | 28.1.1857. - 28.10.1923.   | Народна радикална странка          | II влада С. Протића                                    |
| 4   |         | Миленко Веснић    | 17.5.1920.      | 1.1.1921.    | 13.2.1862. - 15.5.1921.    | Народна радикална странка          | I и II влада М. Веснића                                |
| 5   |         | Никола Пашић      | 1.1.1921.       | 27.7.1924.   | 31. 12. 1845—10. 12. 1926. | Народна радикална странка          | XIII, XIV, XV, XVI, XVII, XVIII и XIX влада Н. Пашића  |
| 6   |         | Љубомир Давидовић | 27.7.1924.      | 6.11.1924.   | 24.12.1863. - 19.2.1940.   | Демократска странка                | III влада Љ. Давидовића                                |
| 7   |         | Никола Пашић      | 6.11.1924.      | 8.4.1926.    | 31. 12. 1845—10. 12. 1926. | Народна радикална странка          | XX, XXI и XXII влада Н. Пашића                         |
| 8   |         | Никола Узуновић   | 8.4.1926.       | 17.4.1927.   | 3.5.1873. - 19.7.1954.     | Народна радикална странка          | I, II, III и IV влада Н. Узуновића                     |
| 9   |         | Велимир Вукићевић | 17.4.1927.      | 27.7.1928.   | 11.7.1871. - 27.11.1930.   | Народна радикална странка          | I и II влада В. Вукићевића                             |
| 10  |         | Антон Корошец     | 27.7.1928.      | 6.1.1929.    | 12.5.1872. - 14.12.1940.   | Словенска људска странка           | Влада А. Корошеца                                      |
| 11  |         | Петар Живковић    | 6.1.1929.       | 3.10.1929.   | 1.1.1879. - 3.2.1947.      | Војно лице (Нестраначки политичар) | I влада П. Живковића                                   |

## Председници Министарског саветаКраљевине Југославије1929—1945
Југословенска радикална сељачка демократија/Југословенска национална странка
      Југословенска радикална заједница
      Нестраначка личност
| Ред | Портрет | Име и презиме       | Почетак мандата | Крај мандата | Датум рођења и смрти     | Странка                                                                       | Напомена                                                                       |
| --- | ------- | ------------------- | --------------- | ------------ | ------------------------ | ----------------------------------------------------------------------------- | ------------------------------------------------------------------------------ |
| 11  |         | Петар Живковић      | 3.10.1929.      | 4.4.1932.    | 1.1.1879. - 3.2.1947.    | Војно лице (Нестраначки политичар)                                            | I, II и III влада П. Живковића                                                 |
| 12  |         | Војислав Маринковић | 4.4.1932.       | 2.7.1932.    | 13.5.1876. - 18.9.1935.  |                                                                               | Влада В. Маринковића                                                           |
| 13  |         | Милан Сршкић        | 2.7.1932.       | 27.1.1934.   | 3.2.1880. - 12.4.1937.   | Југословенска радикална сељачка демократија /Југословенска национална странка | I и II влада М. Сршкића                                                        |
| 14  |         | Никола Узуновић     | 27.1.1934.      | 20.12.1934.  | 3.5.1873. - 19.7.1954.   | Југословенска национална странка                                              | V, VI и VII влада Н. Узуновића                                                 |
| 15  |         | Богољуб Јевтић      | 20.12.1934.     | 24.6.1935.   | 24.12.1886—1960.         | Југословенска национална странка                                              | Влада Б. Јевтића                                                               |
| 16  |         | Милан Стојадиновић  | 24.6.1935.      | 5.2.1939.    | 23.7.1888. - 26.10.1961. | Југословенска радикална заједница                                             | I, II и III влада М. Стојадиновића                                             |
| 17  |         | Драгиша Цветковић   | 5.2.1939.       | 27.3.1941.   | 15.1.1893. - 18.2.1969.  | Југословенска радикална заједница                                             | I и II влада Д. Цветковића                                                     |
| 18  |         | Душан Симовић       | 27.3.1941.      | 16.4.1941.   | 28.10.1882. - 26.8.1962. | Војно лице (Нестраначки политичар)                                            | Влада Д. Симовића Уведен пучом од 27. марта 1941. у егзилу од 16. априла 1941. |

### Председници Министарског саветаКраљевине Југославије у егзилу
Народна радикална странка
      Хрватска сељачка странка
      Нестраначка личност
| Ред | Портрет | Име и презиме      | Почетак мандата | Крај мандата | Датум рођења и смрти      | Странка                            | Напомена                                     |
| --- | ------- | ------------------ | --------------- | ------------ | ------------------------- | ---------------------------------- | -------------------------------------------- |
| 18  |         | Душан Симовић      | 16.4.1941.      | 11.1.1942.   | 28.10.1882. - 26.8.1962.  | Војно лице (Нестраначки политичар) | Влада Д. Симовића: у егзилу настављен мандат |
| 19  |         | Слободан Јовановић | 11.1.1942.      | 26.6.1943.   | 26.11.1869. - 12.11.1958. | Нестраначки политичар              | I и II влада С. Јовановића                   |
| 20  |         | Милош Трифуновић   | 26.6.1943.      | 10.8.1943.   | 30.10.1871. - 19.2.1957.  | Народна радикална странка          | Влада М. Трифуновића                         |
| 21  |         | Божидар Пурић      | 10.8.1943.      | 1.6.1944.    | 19.2.1891. - 28.10.1977.  |                                    | Влада Б. Пурића                              |
| 22  |         | Иван Шубашић       | 1.6.1944.       | 7.3.1945.    | 27.5.1892. - 22.3.1955.   | Хрватска сељачка странка           | I и II влада И. Шубашића                     |

## ПредседникИзвршног одбора Антифашистичког већа народног ослобођења Југославије
| Портрет | Име и презиме  | Почетак мандата       | Крај мандата          | Датум рођења и смрти             | Странка | Напомена              |
| ------- | -------------- | --------------------- | --------------------- | -------------------------------- | ------- | --------------------- |
|         | др. Иван Рибар | од 23. новембра 1942. | до 29. новембра 1943. | 21. јануар 1881—2. фебруар 1968. |         | Извршни одбор АВНОЈ-а |

## ПредседникНационалног комитета ослобођења Југославије
| Портрет | Име и презиме          | Почетак мандата       | Крај мандата      | Датум рођења и смрти     | Странка                          | Напомена |
| ------- | ---------------------- | --------------------- | ----------------- | ------------------------ | -------------------------------- | --- |
|         | Маршал Јосип Броз Тито | од 29. новембра 1943. | до 7. марта 1945. | 7. мај 1892—4. мај 1980. | Комунистичка партија Југославије | Национални комитет ослобођења Југославије (I влада Ј. Броза Тита) Тек по доласку у ослобођени Београд НКОЈ развија своју делатност у пуном опсегу. |

## ПредседникИзвршног одбора Централног националног комитетаКраљевине Југославије
| Портрет        | Име и презиме     | Почетак мандата | Крај мандата | Датум рођења и смрти              | Странка | Напомена                       |
| -------------- | ----------------- | --------------- | ------------ | --------------------------------- | ------- | ------------------------------ |
| Стеван Мољевић | др Стеван Мољевић |                 |              | 6. јануар 1888—15. новембар 1959. |         | Председник Извршног Одбора ЦНК |

## ПредседникПривремене владе Демократске Федеративне Југославије
| Ред    | Портрет | Име и презиме          | Почетак мандата   | Крај мандата          | Датум рођења и смрти     | Странка                          | Напомена |
| ------ | ------- | ---------------------- | ----------------- | --------------------- | ------------------------ | -------------------------------- | --- |
| 1 (23) |         | Маршал Јосип Броз Тито | од 7. марта 1945. | до 29. новембра 1945. | 7. мај 1892—4. мај 1980. | Комунистичка партија Југославије | Привремена влада Демократске Федеративне Југославије (II влада Ј. Броза Тита) (наставила као Влада ФНРЈ после прогласа Републике) |

## Председник ВладеФедеративне Народне Републике Југославије1945—1953
| Ред    | Портрет | Име и презиме   | Почетак мандата    | Крај мандата | Република рођења | Странка                                                       | Напомена |
| ------ | ------- | --------------- | ------------------ | ------------ | ---------------- | ------------------------------------------------------------- | --- |
| 1 (23) |         | Јосип Броз Тито | 29. новембар 1945. | 1953.        | Хрватска         | Комунистичка партија Југославије /Савез комуниста Југославије | Привремена влада ДФЈ (II) (наставила као Влада ФНРЈ после прогласа Републике), III и IV влада Ј. Броза Тита |

## Председник Савезног извршног већаФНРЈ1953—1963
| Ред    | Портрет | Име и презиме   | Почетак мандата | Крај мандата   | Република рођења | Странка                     | Напомена |
| ------ | ------- | --------------- | --------------- | -------------- | ---------------- | --------------------------- | --- |
| 1 (23) |         | Јосип Броз Тито | 1953.           | 7. април 1963. | СР Хрватска      | Савез комуниста Југославије | Од 1953. до 1963. Председник Републике је био по положају и председник Савезног извршног већа V и VI влада Ј. Броза Тита |

## Председници Савезног извршног већаСФРЈ1963—1992
| Ред    | Портрет | Име и презиме                        | Почетак мандата    | Крај мандата       | Република рођења       | Странка                                                         | Напомена                                    |
| ------ | ------- | ------------------------------------ | ------------------ | ------------------ | ---------------------- | --------------------------------------------------------------- | ------------------------------------------- |
| 1 (23) |         | Јосип Броз Тито                      | 7. април 1963.     | 29. јун 1963.      | СР Хрватска            | Савез комуниста Југославије                                     | такође Председник Републике                 |
| 2 (24) |         | Петар Стамболић                      | 29. јун 1963.      | 18. мај 1967.      | СР Србија              | Савез комуниста Југославије                                     | Савезна влада П. Стамболића                 |
| 3 (25) |         | Мика Шпиљак                          | 18. мај 1967.      | 18. мај 1969.      | СР Хрватска            | Савез комуниста Југославије                                     | Савезна влада М. Шпиљка                     |
| 4 (26) |         | Митја Рибичич                        | 18. мај 1969.      | 30. јул 1971.      | СР Словенија           | Савез комуниста Југославије                                     | Влада М. Рибичича                           |
| 5 (27) |         | Џемал Биједић                        | 30. јул 1971.      | 18. јануар 1977.   | СР Босна и Херцеговина | Савез комуниста Југославије                                     | Прва и Друга влада Џ. Биједића              |
| 6 (28) |         | Веселин Ђурановић                    | 14. фебруар 1977.  | 16. мај 1982.      | СР Црна Гора           | Савез комуниста Југославије                                     | Прва и Друга влада В. Ђурановића            |
| 7 (29) |         | Милка Планинц                        | 16. мај 1982.      | 15. мај 1986.      | СР Хрватска (Хрватица) | Савез комуниста Југославије                                     | Влада М. Планинц                            |
| 8 (30) |         | Бранко Микулић                       | 15. мај 1986.      | 16. март 1989.     | СР Босна и Херцеговина | Савез комуниста Југославије                                     | Савезна влада Б. Микулића                   |
| 9 (31) |         | Анте Марковић                        | 16. март 1989.     | 20. децембар 1991. | СР Босна и Херцеговина | Савез комуниста Југославије /Савез реформских снага Југославије | Савезна влада А. Марковића                  |
| -      |         | Александар Митровић вршилац дужности | 20. децембра 1991. | 27. априла 1992.   | СР Србија              | Социјалистичка партија Србије                                   | Савезна влада А. Марковића вршилац дужности |

После проглашења независности Словеније и Хрватске у крњој Југославији вд. премијера је био Александар Митровић (1933) у периоду 20.12.1991—14.7.1992.

## Председници Савезне владеСавезне Републике Југославије1992—2003
| Ред    | Портрет               | Почетак мандата        | Крај мандата | Име и презиме   | Датум рођења и смрти    | Странка                                   | Напомена |
| ------ | --------------------- | ---------------------- | ------------ | --------------- | ----------------------- | ----------------------------------------- | --- |
| 1 (32) | Милан Панић           | 14.7.1992.             | 29.12.1992.  | Милан Панић     | 20.12.1929. -           | Нестраначки политичар                     | Влада М. Панића 29. децембра 1992. изгласано неповерење                                                                                      |
| 1 (32) | Милан Панић           | маја 1992.             |              |                 | 20.12.1929. -           | Нестраначки политичар                     | Влада М. Панића 29. децембра 1992. изгласано неповерење                                                                                      |
| 2 (33) |                       | (29.12.1992) 3.3.1993. | 19.5.1998.   | Радоје Контић   | 31.5.1937. -            | Демократска партија социјалиста Црне Горе | Влада М. Панића вршилац дужности од 29. децембра 1992. до 3. марта 1993. I и II савезна влада Р. Контића 18. маја 1998. изгласано неповерење |
| 2 (33) | децембра 1992., 1996. |                        |              |                 | 31.5.1937. -            | Демократска партија социјалиста Црне Горе | Влада М. Панића вршилац дужности од 29. децембра 1992. до 3. марта 1993. I и II савезна влада Р. Контића 18. маја 1998. изгласано неповерење |
| 3 (34) |                       | 19.5.1998.             | 4.11.2000.   | Момир Булатовић | 21.9.1956. - 30.6.2019. | Социјалистичка народна партија Црне Горе  | Влада М. Булатовића |
| 4 (35) |                       | 4.11.2000.             | 24.7.2001.   | Зоран Жижић     | 4.3.1951. - 4.1.2013.   | Социјалистичка народна партија Црне Горе  | Влада З. Жижића |
| 4 (35) | 2000.                 |                        |              |                 | 4.3.1951. - 4.1.2013.   | Социјалистичка народна партија Црне Горе  | Влада З. Жижића |
| 5 (36) |                       | 24.7.2001.             | 7.3.2003.    | Драгиша Пешић   | 8.8.1954. - 8. 9. 2016. | Социјалистичка народна партија Црне Горе  | Влада Д. Пешића |

## Председник Савета министараСрбије и Црне Горе2003—2006
| Ред    | Портрет | Име и презиме    | Почетак мандата | Крај мандата | Датум рођења и смрти | Странка                                   | Напомена |
| ------ | ------- | ---------------- | --------------- | ------------ | -------------------- | ----------------------------------------- | --- |
| 6 (37) |         | Светозар Маровић | 7.3.2003.       | 3.6.2006.    | 31.3.1955. -         | Демократска партија социјалиста Црне Горе | Председник СЦГ је био по положају председник Савета министара. (СЦГ је расформирана 2006. са чиме је престао и мандат) |